# Kryterium Schlömilcha zagęszczające
Kryterium Schlömilcha zagęszczające – kryterium zbieżności szeregów o wyrazach nieujemnych, udowodnione przez niemieckiego matematyka, Oskara Schlömilcha.

## Kryterium
Niech dany będzie szereg liczbowy
|  |  | {\displaystyle \sum _{n=1}^{\infty }a_{n},} |  | (A) |

którego ciąg wyrazów jest nierosnący oraz {\displaystyle a_{n}\geqslant 0} dla wszelkich {\displaystyle n.} Ponadto niech dany będzie rosnący ciąg liczb naturalnych
{\displaystyle u(1)<u(2)<u(3)<\ldots }
o tej własności, że
{\displaystyle {\frac {\Delta u(n)}{\Delta u(n-1)}}\ =\ {\frac {u(n+1)-u(n)}{u(n)-u(n-1)}}\ <\ N}
dla pewnego {\displaystyle N>0} oraz wszystkich {\displaystyle n.} Wówczas szereg (A) jest zbieżny wtedy i tylko wtedy, gdy zbieżny jest szereg
{\displaystyle \sum _{n=0}^{\infty }{\Delta u(n)}\,a_{u(n)}\ =\ \sum _{n=0}^{\infty }{\Big (}u(n+1)-u(n){\Big )}a_{u(n)}}.

## Konsekwencje
Biorąc
{\displaystyle u(n)=2^{n}\quad (n\in \mathbb {N} ),}
otrzymuje się kryterium Cauchy’ego zagęszczające.

## Przykład zastosowania
Szereg
{\displaystyle \sum _{n=1}^{\infty }{\frac {1}{2^{\sqrt {n}}}}}
jest zbieżny. Istotnie, biorąc
{\displaystyle u(n)=n^{2},}
mamy
{\displaystyle {\frac {\Delta u(n)}{\Delta u(n-1)}}={\frac {u(n+1)-u(n)}{u(n)-u(n-1)}}={\frac {(n+1)^{2}-n^{2}}{n^{2}-(n-1)^{2}}}\leqslant 3}
dla wszelkich n. Oznacza to, że kryterium Schlömilcha zagęszczające się stosuje. Zatem rozważany szereg jest zbieżny wtedy i tylko wtedy, gdy zbieżny jest szereg
{\displaystyle \sum _{n=1}^{\infty }{\frac {(n+1)^{2}-n^{2}}{2^{\sqrt {n^{2}}}}}=\sum _{n=1}^{\infty }{\frac {2n+1}{2^{n}}}.}
Zbieżność powyższego szeregu wynika z kryterium d’Alemberta, a więc wyjściowy szereg jest istotnie zbieżny.